# Evangelische Kirche Krumbach (Biebertal)

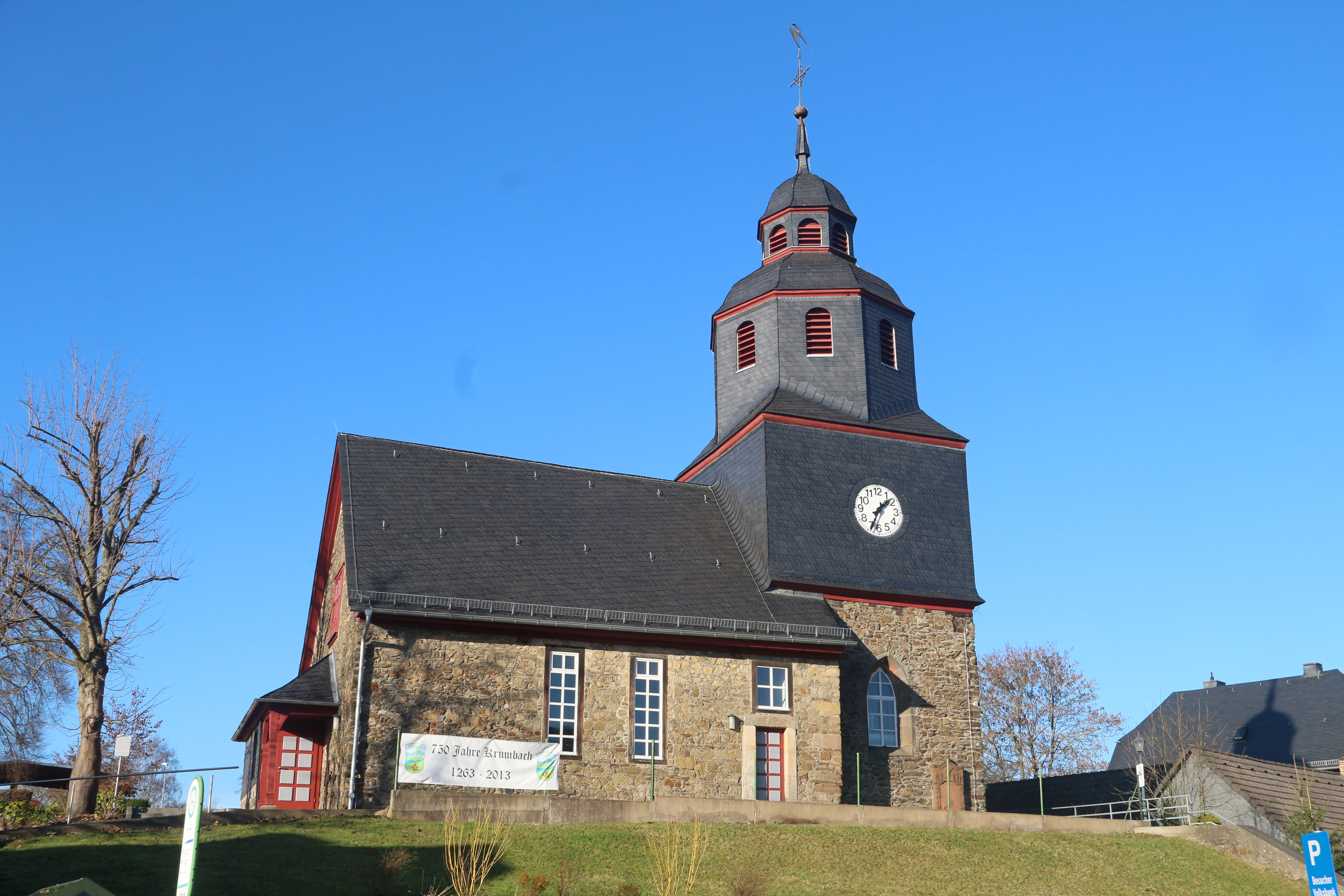
Kirche von Süden

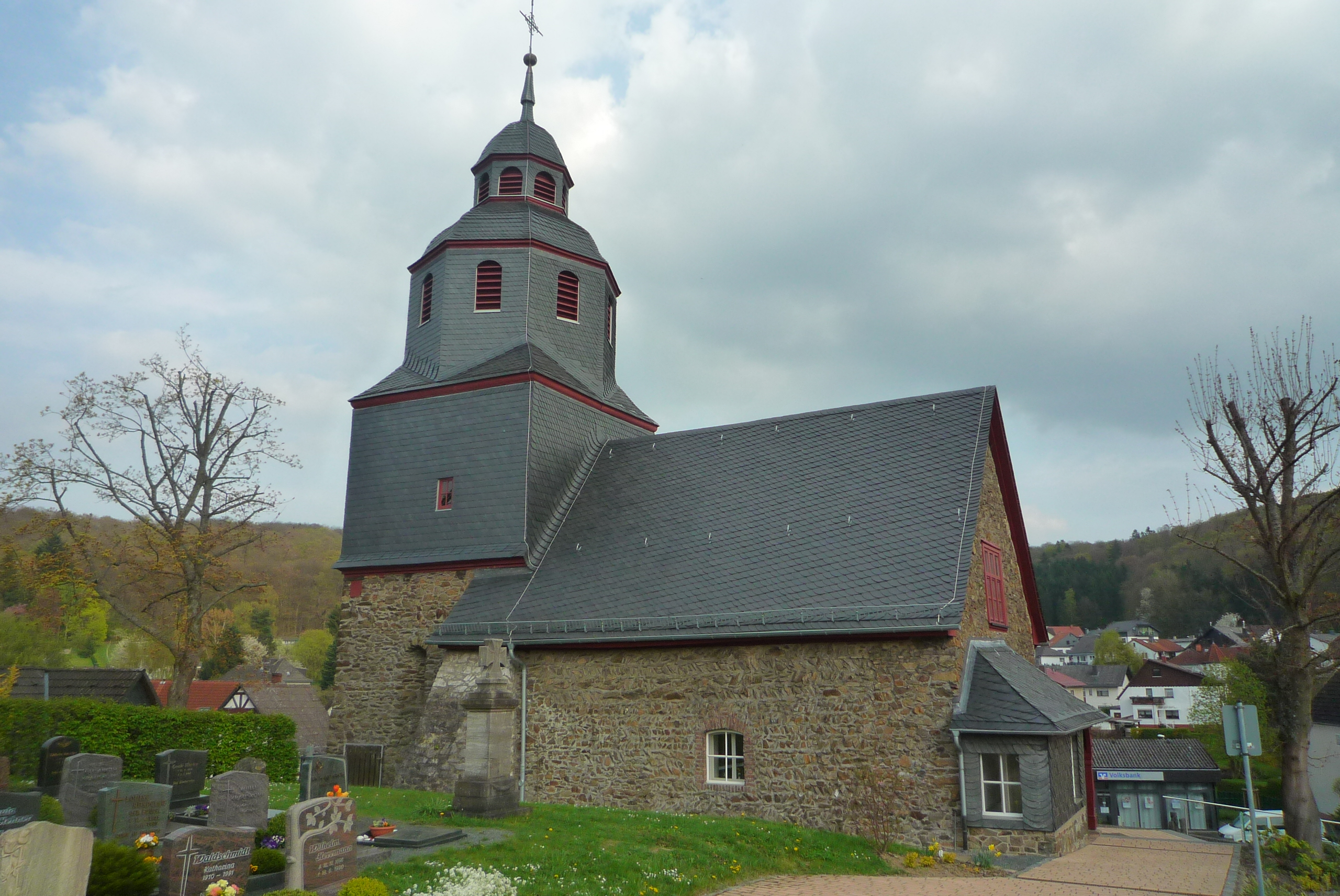
Ansicht von Nordwesten

Die Evangelische Kirche in Krumbach im Landkreis Gießen (Hessen) ist eine im Kern romanische Saalkirche mit Resten von Ährenmauerwerk. Sie wurde in gotischer und barocker Zeit umgebaut. Der mächtige Chorturm besteht aus einem aufgemauerten Turmschaft, darüber ein kubisches, verschiefertes Fachwerkgeschoss und ein zweistufiger barocker Helmaufbau. Das hessische Kulturdenkmal prägt das Ortsbild.

## Geschichte
Im Mittelalter bildete Krumbach einen Sendbezirk im Archipresbyterat Wetzlar, das dem Archidiakonat St. Lubentius Dietkirchen im Bistum Trier unterstand. Um 1325 ist ein Geistlicher in Krumbach nachgewiesen. Das Patrozinium der Maria Magdalena ist für das Jahr 1483 bezeugt.
Mit Einführung der Reformation wechselte die Kirchengemeinde zum evangelischen Bekenntnis. Erster lutherischer Pfarrer war Nikolaus Heunius von Södel, der hier bis 1574 wirkte. Infolge der Reformation wurden die Kirchengemeinden Frankenbach und Krumbach pfarramtlich verbunden. Der Pfarrer hatte seinen Sitz in Krumbach.
Um 1700 wurden eine dreiseitige Empore und eine Kanzel eingebaut.
Im Jahr 2012 fanden eine Innen- und eine Außenrenovierung statt.

## Architektur

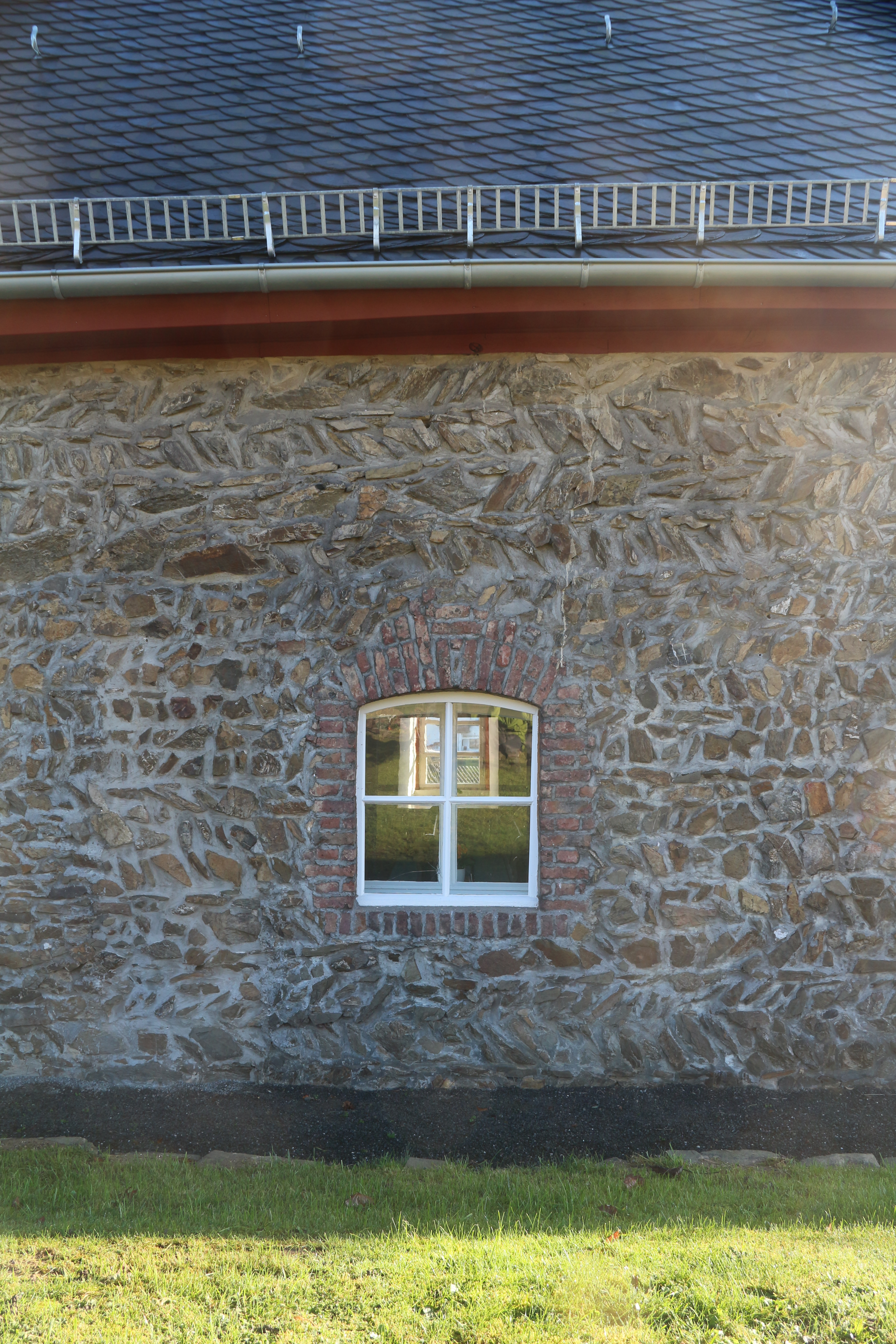
Ährenmauerwerk an der Nordseite

Der nicht geostete, sondern nach Nordost ausgerichtete unverputzte Saalbau aus Bruchsteinmauerwerk auf rechteckigem Grundriss ist im Norden des alten Ortskerns erhöht und abgesetzt von der weiteren Bebauung errichtet. Das Ährenmauerwerk, die mächtigen Mauern und zwei vermauerte Rundbogenfenster im Chorturm weisen auf den romanischen Ursprung. Das angrenzende Pfarrhaus aus Fachwerk mit Schopfwalmdach wurde im 18. Jahrhundert errichtet und bildet mit dem Gotteshaus und dem umgebenden Friedhof ein bauliches Ensemble.
Der quadratische Chorturm besteht aus einem massiv aufgemauerten Turmschaft, dem ein kubusförmiges, verschiefertes Fachwerkgeschoss aufgesetzt ist, das an der Südseite das Ziffernblatt der Turmuhr zeigt. Ein zweistufiger achtseitiger Helmaufbau aus dem Barock bildet den Abschluss. Beide Geschosse haben je acht rundbogige Schalllöcher und eine Welsche Haube. Eine Spitze mit Turmknauf, schmiedeeisernem Kreuz und einem Posaunenengel bilden die Bekrönung. Das Erdgeschoss hat an der Südseite ein gotisches Spitzbogenfenster, im Norden und Osten je ein kleines vermauertes rundbogiges Fenster.
Das schlichte Schiff wird an der Nordseite durch ein Fenster mit Stichbogen und an der Südseite durch zwei hohe Rechteckfenster im Westen und einem quadratischen Fenster über dem Portal belichtet. Ebenso hat das westliche Giebeldreieck ein quadratisches Fenster. Das rechteckige Südportal mit geradem Sturz ist mit 1744 bezeichnet. Die Westseite hat einen verschieferten Vorbau mit Fenster und Eingangsbereich. Der Vorbau ist zum Süden hin offen und ruht auf einem Holzpfosten.

## Ausstattung

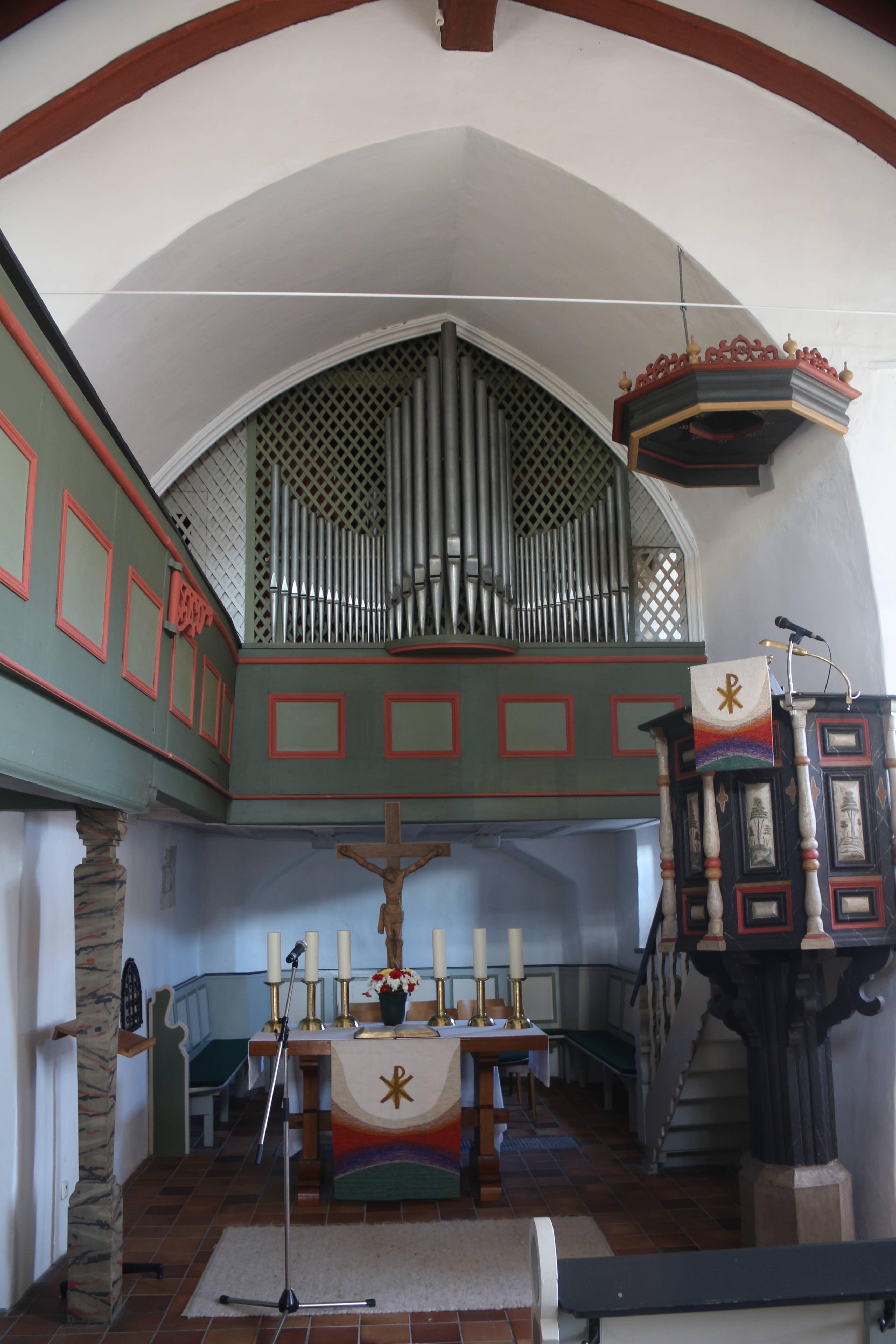
Innenraum Richtung Orgelempore

Der Innenraum wird von einer spitzbogigen Holztonne aus dem Anfang des 17. Jahrhunderts mit Gurt- und Kreuzrippen abgeschlossen. An der Nordseite sind Reste von Malereien in den Gewölbewangen erhalten. Sekundär wurde wahrscheinlich im 18. Jahrhundert ein mit Rankenwerk bemalter Längsunterzug zur Abstützung eingebaut. Der Unterzug ruht auf einer runden Mittelsäule, die marmoriert bemalt ist. Ein spitzbogiger Chorbogen von 1938 öffnet den Chor zum Kirchenschiff.
Ältester Einrichtungsgegenstand ist der achtseitige spätgotische Taufstein. Die Emporen aus der Zeit um 1700 an der West- und Nordseite und die östliche Orgelempore im Chorbogen haben kassettierte Füllungen und weisen Reste von Brüstungsmalereien auf, die nicht freigelegt wurden. Aus derselben Zeit stammt die polygonale, hölzerne Kanzel, die an der Südseite des Chorbogens aufgestellt ist. Sie ist mit kassettierten Füllungen in den Kanzelfeldern zwischen Ecksäulen verziert und ruht auf einem Holzpfosten mit geschwungenen Bügen, der auf einer achteckigen steinernen Säulenbasis steht. Der zierliche Schalldeckel wird von kleinen Spitzen und Schnitzwerk bekrönt. Als Altar dient ein Holztisch mit einem hölzernen Altarkreuz mit einem Kruzifix des Dreinageltypus. Das hölzerne Kirchengestühl mit flachgeschnitzten Wangen lässt einen Mittelgang frei.
Außen ist ein barocker Grabstein von 1731 aus rotem Sandstein aufgestellt und rechts vom Westeingang zwei Eisenkreuze aus dem 19. Jahrhundert.

## Orgel

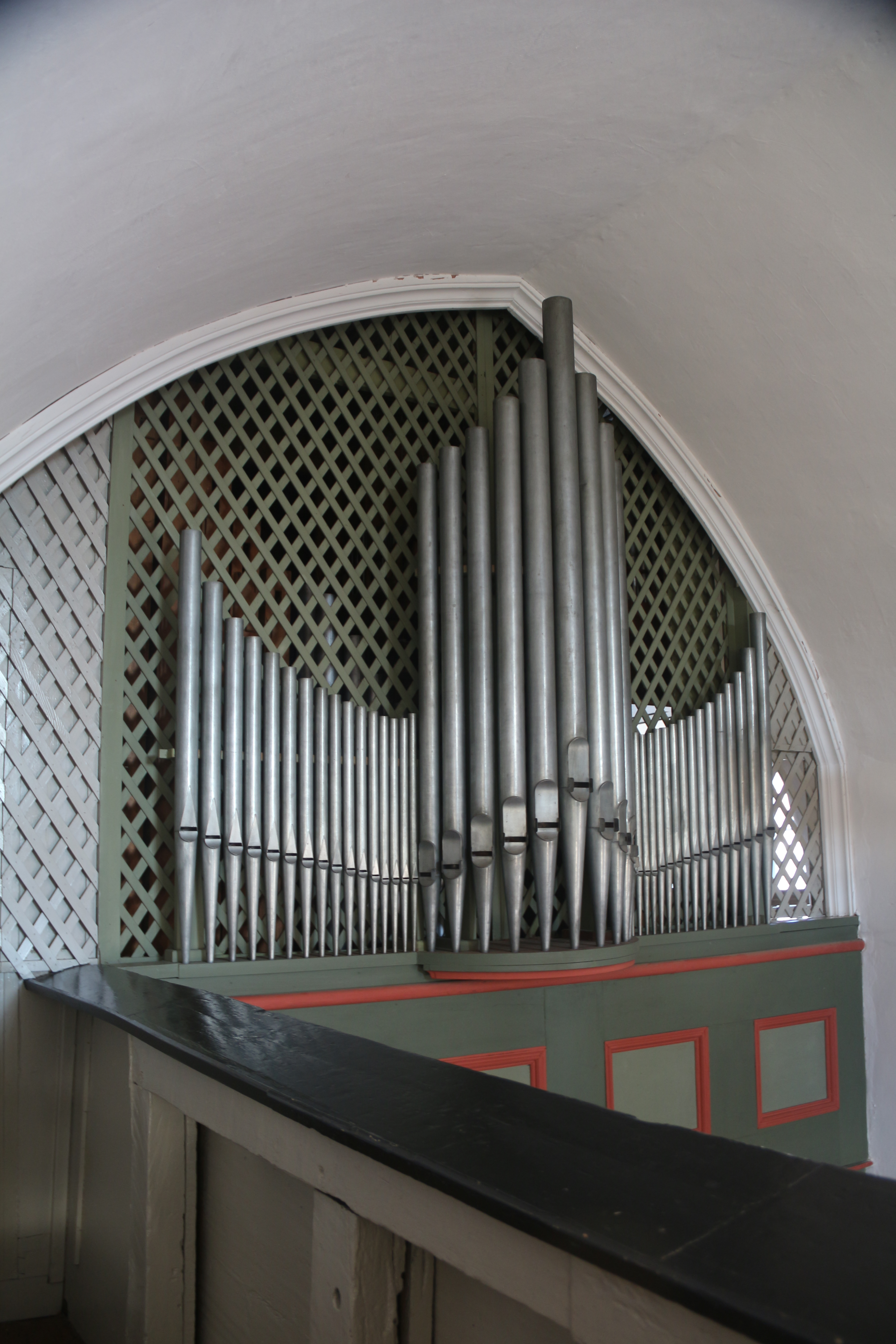
Walcker-Orgel von 1928

Im Jahr 1846 baute Johann Georg Förster für 700 fl. eine neue Orgel, die über sieben Register auf einem Manual und Pedal verfügte. Die Gemeinde beschrieb sie 1928 als abgängig und bat um einen Neubau. Im selben Jahr errichtete E. F. Walcker & Cie. eine neue Orgel mit elf Registern, die sich auf zwei Manualen und Pedal verteilen. Sie steht auf der Ostempore im Chorbogen. Der Freipfeifenprospekt steht vor einem hölzernen durchbrochenen Rautenwerk. Die Krumbacher Orgel hat eine pneumatische Traktur und folgende Disposition:
| I. Manual C– |    |
| Principal    | 8′ |
| Dulciana     | 8′ |
| Gedackt      | 8′ |
| Octave       | 4′ |

| II. Manual C– |       |
| Hornflöte     | 8′    |
| Salicional    | 8′    |
| Vox coeleste  | 8′    |
| Spitzflöte    | 4′    |
| Rauschquinte  | 2 ⁄3′ |

| Pedal C–  |     |
| Subbass   | 16′ |
| Sanftbass | 16′ |
| Octavbass | 8′  |